# Da Brat
Шанті Гарріс (англ. Shawntae Harris; народ. 14 квітня 1974, Чикаго, Іллінойс, США), більш відома як Da Brat (укр. Балувана) — американська реперка і акторка. Її дебютний альбом, Funkdafied, розійшовся мільйонним тиражем, зробивши її першою реперкою з платиновим альбомом.

## Ранні роки
Гарріс народилася і виросла в Чикаго. Її батьки не були одружені, через що Гарріс росла в двох різних сім'ях. Живучи з матір'ю і бабусею, вона чотири рази на тиждень відвідувала п'ятидесятницьку церкву, де грала на барабанах і співала в хорі. Вона також жила з батьком і мачухою з менш суворими звичаями. У 1988—1989 вчилася в школі Kenwood Academy, де грала в баскетбол, і закінчила школу Marshall у 1992.
Щодо її прізвиська, Гарріс сказала одній з газет, що була єдиною балуваною дитиною у родині. У Гарріс також є сестра по одному з батьків — акторка Ліза Рей.

## Кар'єра

### 1992—1997: Перший успіх
У 1992 Гарріс отримала унікальну можливість, вигравши головний приз у місцевому конкурсі серед реп-виконавців, який влаштовувала програма Yo! MTV Raps. В якості призу вона познайомилася з гуртом Kris Kross, а вони в свою чергу познайомили її зі своїм продюсером Джермейном Дюпрі, який запросив Гарріс на свій лейбл So So Def. Дюпрі зробив з Da Brat «жіночу версію Снуп Дога».
Дебютний альбом Da Brat Funkdafied вийшов в 1994 і потрапив на вершину реп-чарту. Альбом став платиновим, зробивши Da Brat першою реперкою, чий диск розійшовся мільйонним тиражем. Сингл «Funkdafied» також потрапив на першу сходинку реп-чарту і на шосту позицію Billboard Hot 100. Її наступний хіт, «Give It 2 You», потрапив на 26-ту сходинку Hot 100. Протягом наступних років вона в основному співпрацювала з реп і R&B-виконавцями, не займаючись сольною кар'єрою.
Влітку 1996 року Гарріс брала участь у записі реміксу на хіт Мераї Кері «Always Be My Baby». Також знялася у фільмі Джина „Викликали?“ з Шакілом О'нілом. Влітку 1997 року записала ремікс на пісню М. Кері «Honey (So So Def mix)» і записала хіт «Ladies Night» разом з Lil’ Kim, Left-Eye, Енджі Мартінес і Міссі Еліот. Вона також записала трек «Ghetto Love» з T-Boz з TLC, пісня та кліп якийсь час перебували в активній ротації. Da Brat записала трек «Da Bomb» на однойменному альбомі Kris Kross, а також брала участь у записі їх альбому Young, Rich and Dangerous.

### 1998—1999: Робота з іншими виконавцями
У 1997 Гарріс брала участь у записі «Sock It 2 Me», трек з дебютного альбому Missy Elliott Supa Dupa Fly. У 1999 вона нарівні з Krayzie Bone записала ремікс на кавер Мераї Кері «I Still Believe». Вона і Міссі Елліотт записали ремікс на хіт Мераї Кері «Heartbreaker» і ремікс на пісню Бренді «U don't Know Me (Like U Used To)». У 1999 вона записала ремікс на пісню Destiny's Child «Jumpin', Jumpin'».

### 2000—2003: Повернення до сольної роботи
На початку 2000 року Da Brat випустила свій третій альбом Unrestricted, з якого згодом вийшли сингли «That's What i'm Looking For» (№ 56 в Hot 100) і «What Chu Like» (№ 26 в Hot 100) за участю Tyrese. Альбом не був схвалений критиками порівняно з її попередньою роботою, однак новий альбом і нове тисячоліття надихнули Da Brat на зміну іміджу. У 2001 Da Brat записала ремікси на пісні Мераї Кері «Loverboy» Destiny's Child «Survivor». Da Brat також знялася у фільмі 2001 року "Glitter" («Блиск»). У 2003 вона випустила четвертий альбом, Limelite, Luv & Niteclubz, і знялася в четвертому сезоні шоу VH1 The Surreal Life.

## Фільмографія
| Кіно        | Кіно                      | Кіно       | Кіно                     |
| Рік         | Фільм                     | Роль       | Примітки                 |
| ----------- | ------------------------- | ---------- | ------------------------ |
| 1996        | Джина викликали?          | Da Brat    | у титрах Shawntae Harris |
| 2001        | Блиск                     | Луїз       |                          |
| 2001        | Carmen: A Hip Hopera      | оповідачка |                          |
| 2002        | Клеймо громадянина        | Сабрина    |                          |
| 2006        | 30 днів                   |            |                          |
| Телебачення |                           |            |                          |
| Рік         | Назва                     | Роль       | Примітки                 |
| 1997-1998   | The Parent 'Hood          | Бо         | два епізоди              |
| 2002        | Сабріна — маленька відьма | Baby K2K   | один епізод              |